# 光滑米口袋
光滑米口袋（学名：Gueldenstaedtia maritima），为豆科米口袋属下的一个植物种。